# Histeria
Histeria – dawne określenie zaburzeń, które obecnie można zaliczyć do zaburzeń dysocjacyjnych, konwersji, ale głównie różnego rodzaju zaburzeń nerwicowych. Cechuje ją nadmierna ekstrawersja, emocjonalność, płaczliwość, demonstracyjność zachowań, które są powodowane nieuzasadnionym lękiem o funkcjonowanie danej części własnego ciała. Zaburzenia te występują zarówno u kobiet, jak i u mężczyzn, jednak dawniej histerię przypisywano wyłącznie kobietom i często wiązano jej występowanie z nieprawidłowym funkcjonowaniem macicy.

## Historia

### Starożytny Egipt
Pojęcie histerii pochodzi z XX wieku p.n.e. Wówczas w Egipcie uważano, że macica (po grecku hystera) jest żywym zwierzęciem, które wędruje w górne partie ciała i uciskając na poszczególne organy powoduje rozmaite dolegliwości (zwłaszcza charakterystyczną duszność). Próbowano sprowadzić ją w dół za pomocą stosowania przyjemnych zapachów w dolnych okolicach ciała, a nieprzyjemnych w okolice nosa. Koncepcję histerii jako żywego zwierzęcia mógł nasunąć starożytnym widok kobiety w trakcie ataku histerii, wijącej się i rzucającej, która przypomina osobę zaatakowaną przez zwierzę.

### Starożytna Grecja
To Hipokrates stworzył pojęcie histerii (gr. hysterikos), inaczej zwanej dusznością maciczną. Uważał, że wskutek braku aktywności seksualnej kobieca macica wysusza się i przemieszcza w górę "w poszukiwaniu wilgoci", uciskając serce, płuca i przeponę. Obraz kliniczny był podobny do wyżej wspomnianego, a konkretne objawy odnoszono do miejsca, w które przesunęła się macica. Jednym z charakterystycznych objawów był zanik miesiączki.
Przemieszczenia macicy miały być spowodowane nadmierną suchością i lekkością macicy. Odbyty stosunek płciowy miał czynić macicę wilgotną i uniemożliwiać jej wędrówkę, gdyż właśnie z uwagi na tę suchość oraz zbytni luz w brzuchu macica zaczynała wędrować w poszukiwaniu wilgoci. Odnajdywała wilgoć przylegając do wątroby. Przecinała przez to drogę oddechową, która znajduje się w brzuchu, co było przyczyną duszności. Macica mogła usadowić się także w okolicach serca i powodować niepokój, zawroty głowy, cierpnięcie nóg, utratę mowy. Hipokrates wskazywał także na inne możliwe objawy histerii:
- białka oczu wywracają się,
- kobieta staje się zimna, a nawet sina,
- ślina spływa jej do ust,
- przypomina epileptyczkę,
- zęby się jej zaciskają.

Pogląd ten podzielał także Platon.
Soranos z Efezu (ur. 98 – zm. 138) – największy akuszer starożytności za przyczynę histerii uważał skurcz macicy.

### Średniowiecze
W okresie średniowiecza lekarze za przyczynę histerii uznawali "wędrującą macicę", a teologowie – opętanie i czary. Jedynymi uznawanymi metodami leczenia była modlitwa i egzorcyzmy[potrzebne źródło].

### Odrodzenie
Odrodzenie przyniosło natomiast kolejne koncepcje. Przyczyny objawów chorobowych upatrywano w czynnikach duchowych. Ponieważ obraz chorobowy histerii do złudzenia przypominał objawy innych chorób (np. epilepsji), to objawy histeryczne zaczęto postrzegać jako opętanie przez złe moce. Z uwagi na to, wiele kobiet dotkniętych dziwnymi z natury rzeczy objawami histerycznymi posądzano o kontakty z diabłem. W XVI w. Jan Wier wysunął tezę, że kluczową przyczyną dziwnego zachowania się histeryczek jest choroba umysłowa, którą to słabość diabeł potrafi doskonale wykorzystać.

### Teoria humoralna
Kolejną koncepcją przyczyny histerii jest gromadzenie się w głowie chorej czarnej żółci (tzw. humoru melancholijnego) lub gnijącego nasienia, która powoduje zatrucie. Galen uważał, że objawy histerii powstają przy braku współżycia seksualnego, wskutek zatrzymywania się w macicy wydzieliny będącej odpowiednikiem męskiego nasienia.

### Teoria waporów
Następnie pojawiła się teoria waporów. Zgodnie z nią humory w procesie fermentacji zamieniają się w opary, które przemieszczają się wewnątrz naczyń krwionośnych (wersja wcześniejsza) lub w przestrzeniach wzdłuż nerwów (wersja późniejsza). Były cztery rodzaje waporów:
- lotne – odpowiadające za epilepsję,
- gruczołowe – wywołujące objawy trzewne,
- śledzionowe – wywołujące melancholię,
- nasienne – wywołujące histerię.

Jeśli "humory" nie są odpowiednio często upuszczane, wówczas wapory powstające z fermentacji uderzają kanałami nerwowymi do mózgu wywołując atak histerii. Znalazło to odbicie w leczeniu, które ordynował m.in. sir Richard Blackmore i w swoim "Traktacie o śledzionie i waporach, czyli o hipochondrycznych i histerycznych afekcjach" z 1726 roku zalecał stosowanie leków powodujących „chlustające wymioty, niepohamowaną biegunkę i masywne krwawienie”.

### Od wieku XIX
Dla współczesnego rozumienia etiopatogenezy histerii istotna jest koncepcja dynamicznej teorii nerwic Pierre'a Janeta oraz prace Zygmunta Freuda. Janet uważał histerię za następstwo obniżonego napięcia psychicznego, co skutkuje brakiem zdolności syntezy czynności psychicznych i świadomości i w ten sposób dochodzi do zawężenia pola świadomości. Proces ten zachodząc podświadomie prowadzi do dysocjacji i utraty kontroli nad funkcjami psychicznymi, które zaczynają funkcjonować niezależnie od woli. Freud za podstawowy czynnik w powstawaniu histerii uznawał uraz psychiczny. Emocje towarzyszące urazowi zostają wyparte do nieświadomości. W momencie oddzielenia emocji od treści przeżytego urazu dochodzi do wystąpienia objawów histerycznych, stanowiących zniekształconą i symboliczną formę ujawniania emocji.
Właśnie z powodu problematycznej historii tego terminu, obecnie medycyna odchodzi od używania go na rzecz równoważnych terminów: dysocjacja, konwersja. Termin pozostaje jednak – w tym historycznym znaczeniu – w użyciu, szczególnie w języku potocznym.